# 梅野舞
梅野 舞（うめの まい、1983年4月4日 - ）は、日本の女性ファッションモデルタレント。